# Luciano Ciccaglioni
Luciano Ciccaglioni (Roma, 1946) è un chitarrista e compositore italiano.

## Biografia
Autodidatta inizia giovanissimo a suonare in diversi gruppi nelle balere romane.
Nel 1966 entra nel complesso di Bobby Solo, mentre l'anno seguente è in un gruppo rhythm'n'blues che accompagna Little Tony in un tour mondiale, per entrare poi negli Airedales, il gruppo che accompagna Rocky Roberts; contemporaneamente inizia la carriera di turnista lavorando per compositori quali Armando Trovajoli, Luis Bacalov e Piero Umiliani.
Collabora anche con i Marc 4, con i quali incide diverse colonne sonore.
Ha collaborato con Francesco De Gregori, Goran Kuzminac, Rita Pavone, Luca Barbarossa, Mario Castelnuovo, Don Backy, Riccardo Fogli, Adriano Pappalardo, Tosca, Ivano Fossati, Eduardo De Crescenzo, Amedeo Minghi, Lucio Dalla, Ivan Graziani, Renzo Arbore, Flavio Giurato, Mia Martini, Patty Pravo, Rino Gaetano, Renato Zero, Claudio Baglioni, Stefano Rosso, suonando anche il mandolino e il banjo.
Compone anche le musiche per alcune canzoni, tra cui Balla Ba e La Seconda di Franco Califano.
Da qualche anno fa parte della band 'Gli Io stasera mi butto' che si esibisce in giro per i locali d'Italia con un repertorio di classici della black music; altri componenti della band: Stefano Senesi (pianoforte tastiere e cori), Alberto Bartoli (batteria), Massimo Calabrese (basso elettrico e cori), Jonis Bascir (voce solista), Palmiro Dal Brocco (trombone), Mario Caporilli (tromba).
Nel 2010, insieme a numerosi artisti italiani legati alla produzione musicale di Ennio Morricone degli anni '60, partecipa all'album Rome di Danger Mouse e Daniele Luppi, con le voci soliste di Norah Jones e Jack White — quest'ultimo ex White Stripes.
Ultimamente, le sue principali chitarre sono state:
- Fender Stratocaster Eric Clapton
- Fender Telecaster “Custom”
- Martin acustica modello Clapton
- Chitarra classica modello Debonis
- Jim Reed Brian May

## Discografia
Roberto Satti e Luciano Ciccaglioni, 1972, One Way to California (Iller - IL7)

## Partecipazione ad incisioni di altri artisti
- 1973: Amedeo Minghi di Amedeo Minghi (chitarra acustica ed elettrica)
- 1973: Gira che ti rigira amore bello di Claudio Baglioni
- 1973: Alice non lo sa di Francesco De Gregori (chitarra acustica)
- 1973: Gli occhi di un bambino di Toto Torquati (chitarra elettrica ed acustica)
- 1973: Il giorno aveva cinque teste di Lucio Dalla (chitarra elettrica ed acustica)
- 1973: No! Mamma, no! di Renato Zero
- 1974: Invenzioni di Renato Zero
- 1975: Sabato pomeriggio di Claudio Baglioni (chitarra 12 corde, chitarra acustica, chitarra elettrica e mandolino)
- 1975: Un angelo in più di Angelo Basile
- 1975: Anidride solforosa di Lucio Dalla (chitarra elettrica ed acustica)
- 1975: Mondo di notte oggi di Gianni Dell'Orso (chitarra elettrica ed acustica)
- 1975: Mi basta così di Adriano Pappalardo
- 1975: Le cantautori di Nicoletta Bauce, Roberta D'Angelo, Simo e Susi, Silvia Draghi
- 1976: Automobili di Lucio Dalla (anche mandolino)
- 1976: Mio fratello è figlio unico di Rino Gaetano (anche banjo e mandolino)
- 1976: Che vuoi che sia... se t'ho aspettato tanto di Mia Martini (nella title track)
- 1976: Old Parade di Gianni Morandi (anche banjo)
- 1976: Patty Pravo di Patty Pravo (chitarra elettrica, acustica, mandolino, slide guitar; solo brani La mela in tasca, Piramidi di vetro, Aeroplano)
- 1976: Più di Ornella Vanoni
- 1976: Trapezio di Renato Zero
- 1977: Solo di Claudio Baglioni (chitarra classica)
- 1977: Tac..! di Franco Califano
- 1977: Come è profondo il mare di Lucio Dalla
- 1977: La casa del serpente di Ivano Fossati
- 1977: Le canzoni di Furia di Mal
- 1977: Per amarti di Mia Martini
- 1977: Una storia disonesta di Stefano Rosso (chitarra acustica, chitarra elettrica, mandolino, banjo, percussioni, armonica a bocca in Anche se fosse peggio)
- 1977: Zerofobia di Renato Zero
- 1977: Aida di Rino Gaetano
- 1978: E tu come stai? di Claudio Baglioni (chitarra elettrica, arpavatar, chitarra acustica, chitarra acustica 12 corde, mandovox, mandolino, mandola)
- 1978: Close Encounters di Mario Capuano (chitarra elettrica in Maternal Desperation (Zeus))
- 1978: Macchine - Macchinette di Tony Cicco
- 1978: Leano Morelli di Leano Morelli
- 1978: Giorgio di Johnny Dorelli
- 1978: Paolo Frescura di Paolo Frescura
- 1978: Per futili motivi di Flavio Giurato
- 1978: Il canto dello scorpione di Roberto Soffici
- 1978: Nuntereggae più di Rino Gaetano
- 1978: Oxanna di Anna Oxa (chitarra acustica, chitarra elettrica, chitarra sintetica, battito di mani, cori, mandolino)
- 1978: Miss Italia di Patty Pravo (dobro)
- 1978: ...e allora senti cosa fò di Stefano Rosso
- 1978: Zerolandia di Renato Zero (anche cori)
- 1979: Ti perdo... di Franco Califano
- 1979: Destinazione tu di Dario Farina (chitarra acustica, chitarra elettrica e Mandovox)
- 1979: Bulldozer degli Oliver Onions
- 1979: R. P. '80 di Rita Pavone
- 1979: La commedia di Gaetanaccio di Gigi Proietti (anche mandolino)
- 1979: EroZero di Renato Zero (chitarra acustica, chitarra classica, mandolino, chitarra elettrica, chitarra 12 corde)
- 1980: Ehi ci stai di Goran Kuzminac (chitarra elettrica, mandolino, solo nella title track)
- 1980: Boulevard di David Riondino (mandolino, chitarra acustica)
- 1980: Tregua di Renato Zero
- 1980: Er Dompasquale di Tito Schipa Jr. (chitarra acustica)
- 1981: Ora o mai più ovvero cantautore da grande di Renzo Arbore (chitarra acustica, chitarra elettrica, mandolino e slide guitar)
- 1981: Artide Antartide di Renato Zero (chitarra in E io ti seguirò e Stranieri)
- 1981: Complicità di Farida
- 1981: Il mio prossimo amore di Loretta Goggi
- 1981: Luca Barbarossa di Luca Barbarossa (chitarra acustica in Roma spogliata)
- 1981: Ancora di Eduardo De Crescenzo
- 1981: Difetti e virtù di Don Backy
- 1982: Alé-oó di Claudio Baglioni (chitarra acustica ed elettrica)
- 1982: Amico che voli di Eduardo De Crescenzo
- 1982: Rosanna Ruffini di Rosanna Ruffini
- 1982: Mai più di Umberto Balsamo
- 1982: Appunti e canzoni di Marco Luberti
- 1983: "FF.SS." - Cioè: "...che mi hai portato a fare sopra a Posillipo se non mi vuoi più bene?"
- 1983: Calore di Renato Zero
- 1983: D'Essay di Ernesto Bassignano
- 1983: Un sabato italiano di Sergio Caputo
- 1983: Fiorella Mannoia di Fiorella Mannoia
- 1984: L'amore quanto vale di Rosanna Ruffini (anche tastiera)
- 1984: Bolero di Raffaella Carrà
- 1985: Uno su mille di Gianni Morandi
- 1986: Momo di Angelo Branduardi (mandolino, chitarra 12 corde)
- 1986: Prima che sia troppo tardi di Renzo Arbore
- 1986: Troppo forte di Antonello Venditti e Carlo Verdone (chitarra acustica)
- 1986: Piknic di Ivan Graziani
- 1987: Le infinite vie del cuore di Riccardo Fogli
- 1987: Come dentro un film di Luca Barbarossa
- 1987: Zero di Renato Zero (chitarra elettrica)
- 1989: Na canzuncella doce doce di Renato Carosone
- 1990: Quota periscopica di Massimo Bizzarri
- 1990: Sentirsi uniti di Riccardo Fogli
- 1990: Taco y punta di Armando De Razza
- 1991: A metà del viaggio di Riccardo Fogli (chitarra acustica)
- 1992: Tosca di Tosca (chitarra acustica)
- 1993: Tiempo di Nino D'Angelo
- 1998: Amore dopo amore di Renato Zero (chitarra acustica)
- 1999: Per sempre Ivan di Ivan Graziani (chitarra elettrica e acustica)
- 2001: Terranera di Nino D'Angelo (chitarra classica)
- 2004: An Italian Story di Daniele Luppi
- 2013: Amo - Capitolo II di Renato Zero (chitarra acustica)
- 2014: Musica per un incendio di Mario Castelnuovo